# Cenomanocarcinidae
Famille
Les Cenomanocarcinidae forment une famille éteinte de crabes datant du Crétacé. Elle comprend neuf espèces dans deux genres.

## Liste des genres
- † Campylostoma Bell, 1858
- † Cenomanocarcinus Van Straelen, 1936

## Référence
- (en) Guinot, Vega & van Bakel, 2008 : Cenomanocarcinidae n. fam., a new Cretaceous podotreme family (Crustacea, Decapoda, Brachyura, Raninoidia), with comments on related families. Geodiversitas, vol. 30, n. 4, p. 681–719 (texte original).

## Sources
- (en)  Ng, Guinot & Davie, 2008 : Systema Brachyurorum: Part I. An annotated checklist of extant brachyuran crabs of the world. Raffles Bulletin of Zoology Supplement, n. 17, p. 1–286.
- (en) De Grave & al., 2009 : A Classification of Living and Fossil Genera of Decapod Crustaceans. Raffles Bulletin of Zoology Supplement, n. 21, p. 1-109.